# 余梦伦
余梦伦（1936年11月—），籍贯浙江余姚，中国航天飞行力学、火箭弹道设计专家，中国科学院院士。
他在火箭弹道设计中取得多项重要成果，是中国弹道战略火箭和运载火箭弹道设计的开创者及学术带头人之一。
1955年，考入北京大学数学力学系力学专业。1958年，转入计算数学专业就读，并于1960年毕业。